# Durand Cup 2024
La Durand Cup 2024, anche nota come IndianOil Durand Cup per motivi di sponsorizzazione, è la 133ª edizione dell'omonimo torneo, organizzato dall'AIFF.
La squadra campione in carica è il Mohun Bagan SG.

## Stadi
| Calcutta                 | Calcutta                  | Jamshedpur              |
| Salt Lake Stadium        | Kishore Bharati Krirangan | JRD Tata Sports Complex |
| Capienza: 68 000         | Capienza: 12 000          | Capienza: 24 424        |
|                          |                           |                         |
| Shillong                 | Shillong                  | Kokrajhar               |
| Jawaharlal Nehru Stadium | Jawaharlal Nehru Stadium  | SAI Stadium             |
| Capienza: 30 000         | Capienza: 30 000          | Capienza: 10 000        |
|                          |                           |                         |

## Squadre partecipanti
| Club             | Città       | Campionato                         |
| ---------------- | ----------- | ---------------------------------- |
| Bengaluru        | Bangalore   | Indian Super League                |
| Chennaiyin       | Chennai     | Indian Super League                |
| East Bengal      | Calcutta    | Indian Super League                |
| FC Goa           | Margao      | Indian Super League                |
| Jamshedpur       | Jamshedpur  | Indian Super League                |
| Kerala Blasters  | Kochi       | Indian Super League                |
| Mohammedan       | Calcutta    | Indian Super League                |
| Mohun Bagan SG   | Calcutta    | Indian Super League                |
| Mumbai City      | Mumbai      | Indian Super League                |
| NorthEast Utd    | Guwahati    | Indian Super League                |
| Odisha           | Bhubaneswar | Indian Super League                |
| Punjab FC        | SAS Nagar   | Indian Super League                |
| Inter Kashi      | Varanasi    | I-League                           |
| Shillong Lajong  | Shillong    | I-League                           |
| Army Red         | Nuova Delhi | Squadre delle forze armate indiane |
| Assam Rifles     | Nuova Delhi | Squadre delle forze armate indiane |
| BSF              | Nuova Delhi | Squadre delle forze armate indiane |
| CISF Protectors  | Nuova Delhi | Squadre delle forze armate indiane |
| Indian Air Force | Nuova Delhi | Squadre delle forze armate indiane |
| Indian Navy      | Nuova Delhi | Squadre delle forze armate indiane |
| Nepal Army       |             | Squadra straniera                  |
| Bodoland         | Kokrajhar   | Squadre locali                     |
| Downtown Heroes  | Srinagar    | Squadre locali                     |
| Rangdajied Utd   | Shillong    | Squadre locali                     |

A causa delle molteplici squalifiche l'Hyderabad è stato sostituito dal Rangdajied United.

### Allenatori
| Club             | Allenatore            |
| ---------------- | --------------------- |
| Bengaluru        | Gerard Zaragoza       |
| Chennaiyin       | Noel Wilson           |
| East Bengal      | Carles Cuadrat        |
| FC Goa           | Israil Gurung         |
| Jamshedpur       | Khalid Jamil          |
| Kerala Blasters  | Mikael Stahre         |
| Mohammedan       | Hakim Ssengendo       |
| Mohun Bagan SG   | José Francisco Molina |
| Mumbai City      | Mohan Dass            |
| NorthEast Utd    | Juan Pedro Benali     |
| Odisha           | Amit Rana             |
| Punjab FC        | Panagiotis Dilmperis  |
| Inter Kashi      | Arata Izumi           |
| Shillong Lajong  | José Hevia            |
| Army Red         | Manish Wahi           |
| Assam Rifles     | Vikash Panthi         |
| BSF              | Gurjit Singh Atwal    |
| CISF Protectors  | Ajit Kumar            |
| Indian Air Force | Priya Darshan         |
| Indian Navy      | Raman Rai             |
| Nepal Army       | Meghraj KC            |
| Bodoland         | Daimalu Basumatary    |
| Downtown Heroes  | Hilal Rasool Parray   |
| Rangdajied Utd   | Subir Dey             |

## Fase a gironi

### Gruppo A

#### Classifica
| Pos. | Squadra          | Pt | G | V | N | P | GF | GS | DR  |
| ---- | ---------------- | -- | - | - | - | - | -- | -- | --- |
| 1.   | Mohun Bagan SG   | 7  | 3 | 2 | 1 | 0 | 7  | 0  | +7  |
| 2.   | East Bengal      | 7  | 3 | 2 | 1 | 0 | 6  | 2  | +4  |
| 3.   | Downtown Heroes  | 3  | 3 | 1 | 0 | 2 | 3  | 4  | -1  |
| 4.   | Indian Air Force | 0  | 3 | 0 | 0 | 3 | 1  | 11 | -10 |

#### Risultati
| Arbitro: | Crystal John |

|                 |           |  |
| Suhail Bhat 73’ | Marcatori |  |

| Arbitro: | Aditya Purkayastha |

|                                                                 |           |                      |
| David Lalhlansanga 43’ Dīmītrīs Diamantakos 61’ Saúl Crespo 68’ | Marcatori | 19’ Naorem Somananda |

| Arbitro: | Williams Joy Koshy |

|                                                               |           |                      |
| Madih Talal 23’ Saúl Crespo 36’ (Rig.) Jesin Thonikkara 90+3’ | Marcatori | 30’ Aafreen Basharat |

| Arbitro: | Aditya Purkayastha |

|                                                                                              |           |  |
| Jason Cummings 4’, 76’ Tom Aldred 10’ Liston Colaco 38’ Anirudh Thapa 65’ Greg Stewart 90+1’ | Marcatori |  |

| Arbitro: | Ashish Tiwari |

|  |           |                                 |
|  | Marcatori | 29’, 84’ Darius Snorton Perwood |

| Calcutta 2024, ore 15:30 UTC+5:30 3ª giornata | Mohun Bagan SG | – Cancellata referto | East Bengal | Salt Lake Stadium\| Arbitro: \| Harish Kundu \| |
| Arbitro:                                      | Harish Kundu   |                      |             |                                                 |

La partita tra Mohun Bagan Super Giant ed East Bengal, che si sarebbe dovuta giocare il 18 agosto 2024, è stata cancellata per motivi di sicurezza. I punti sono stati suddivisi tra le due squadre.

### Gruppo B

#### Classifica
| Pos. | Squadra     | Pt | G | V | N | P | GF | GS | DR |
| ---- | ----------- | -- | - | - | - | - | -- | -- | -- |
| 1.   | Bengaluru   | 9  | 3 | 3 | 0 | 0 | 10 | 2  | +8 |
| 2.   | Mohammedan  | 4  | 3 | 1 | 1 | 1 | 4  | 4  | 0  |
| 3.   | Inter Kashi | 4  | 3 | 1 | 1 | 1 | 3  | 5  | -2 |
| 4.   | Indian Navy | 0  | 3 | 0 | 0 | 3 | 1  | 7  | -6 |

#### Risultati
| Arbitro: | Senthil Nathan S |

|                       |           |                       |
| Ashley Alban Koli 66’ | Marcatori | 39’ Nikola Stojanović |

| Arbitro: | Lakshay |

|                                                                        |           |  |
| Rahul Bheke 11’ Sunil Chhetri 42’ (Rig.) Jorge Pereyra Díaz 81’, 90+1’ | Marcatori |  |

| Arbitro: | Venkatesh R |

|                                     |           |                                                                     |
| Israfil Dewann 77’ Roy Mahitosh 90’ | Marcatori | 7’ Aleksandar Jovanović 22’ (A.g.) Dipu Halder 60’ Vinith Venkatesh |

| Arbitro: | Ashish Tiwari |

|                  |           |                                                                |
| Novin Gurung 53’ | Marcatori | 65’ Nikola Stojanović (calciatore 1995) 66’ Haobam Tomba Singh |

| Arbitro: | Crystal John |

|                                                               |           |  |
| Édgar Méndez 17’ (Rig.) Alberto Noguera 77’ Sunil Chhetri 81’ | Marcatori |  |

| Arbitro: | Aditya Purkayastha |

|                 |           |  |
| Sujit Singh 24’ | Marcatori |  |

### Gruppo C

#### Classifica
| Pos. | Squadra         | Pt | G | V | N | P | GF | GS | DR  |
| ---- | --------------- | -- | - | - | - | - | -- | -- | --- |
| 1.   | Kerala Blasters | 7  | 3 | 2 | 1 | 0 | 16 | 1  | +14 |
| 2.   | Punjab FC       | 7  | 3 | 2 | 1 | 0 | 7  | 1  | +6  |
| 3.   | CISF Protectors | 3  | 3 | 1 | 0 | 2 | 2  | 10 | -8  |
| 4.   | Mumbai City     | 0  | 3 | 0 | 0 | 3 | 0  | 13 | -13 |

#### Risultati
| Arbitro: | Joy Koshy |

|  |           |                                           |
|  | Marcatori | 21’, 58’ Luka Majcen 77’ (Rig.) Vinit Rai |

| Arbitro: | Venkatesh R |

|  |           |                                                                              |
|  | Marcatori | 32’, 50’, 76’ Noah Sadaoui 39’, 45’, 53’ Kwame Peprah 86’, 87’ Ishan Pandita |

| Arbitro: | Senthil Nathan S |

|                    |           |                   |
| Mohammed Aimen 56’ | Marcatori | 45+2’ Luka Majcen |

| Arbitro: | Lakshay |

|  |           |                                    |
|  | Marcatori | 3’ Santosh Kumar 90+7’ Sahil Kumar |

| Arbitro: | Crystal John |

|                                                                                                  |           |  |
| Kwame Peprah 6’ Noah Sadaoui 9’, 20’, 90’ Mohammed Aimen 16’ Naocha Singh 25’ Mohammed Azhar 44’ | Marcatori |  |

| Arbitro: | Senthil Nathan S |

|                                                       |           |  |
| Mushaga Bakenga 62’, 90+8’ (Rig.) Filip Mrzljak 90+2’ | Marcatori |  |

### Gruppo D

#### Classifica
| Pos. | Squadra      | Pt | G | V | N | P | GF | GS | DR |
| ---- | ------------ | -- | - | - | - | - | -- | -- | -- |
| 1.   | Army Red     | 9  | 3 | 3 | 0 | 0 | 7  | 2  | +5 |
| 2.   | Jamshedpur   | 6  | 3 | 2 | 0 | 1 | 7  | 4  | +3 |
| 3.   | Chennaiyin   | 3  | 3 | 1 | 0 | 2 | 3  | 4  | -1 |
| 4.   | Assam Rifles | 0  | 3 | 0 | 0 | 3 | 1  | 8  | -7 |

#### Risultati
| Arbitro: | Harish kundu |

|                                            |           |  |
| Sanan Mohammed K 45+2’, 68’ Imran Khan 86’ | Marcatori |  |

| Arbitro: | Harish Kundu |

|  |           |                |
|  | Marcatori | 42’ Liton Shil |

| Arbitro: | Mrutyunjay L Amatya |

|                                          |           |                      |
| Wungngayam Muirang 32’ Jordan Murray 65’ | Marcatori | 90+2’ Vincy Barretto |

| Arbitro: | Jatinder Singh |

|                                                            |           |  |
| Alan Thapa 7’ Pardeep Kumar 68’ (Rig.) Sunil Benchamin 90’ | Marcatori |  |

| Arbitro: | Harish Kundu |

|                                                             |           |                       |
| Alexander Romario Jesuraj 89’ (Rig.) Praful Kumar Y V 90+7’ | Marcatori | 76’ Jefferson Nongrud |

| Arbitro: | Jatinder Singh |

|                                  |           |                                                        |
| Javier Siverio 42’ (Rig.), 45+3’ | Marcatori | 70’ Rahul Ramakrishnan 77’ Alan Thapa 83’ Bikash Thapa |

### Gruppo E

#### Classifica
| Pos. | Squadra       | Pt | G | V | N | P | GF | GS | DR  |
| ---- | ------------- | -- | - | - | - | - | -- | -- | --- |
| 1.   | NorthEast Utd | 9  | 3 | 3 | 0 | 0 | 11 | 1  | +10 |
| 2.   | Bodoland      | 6  | 3 | 2 | 0 | 1 | 6  | 5  | +1  |
| 3.   | Odisha        | 3  | 3 | 1 | 0 | 2 | 6  | 7  | -1  |
| 4.   | BSF           | 0  | 3 | 0 | 0 | 3 | 3  | 13 | -10 |

#### Risultati
| Arbitro: | I Jamal Mohamed |

|  |           |                                        |
|  | Marcatori | 49’ Jithin MS 90+4’ Ankith Padmanabhan |

| Arbitro: | Surojit Das |

|                                                                            |           |  |
| Rahul Mukhi 50’ Ashangbam Singh 56’ Givson Singh 58’, 78’ Roshan Panna 77’ | Marcatori |  |

| Arbitro: | Lalit Singh Rawat |

|                                      |           |  |
| Dilliram Sanyasi 42’ Mardi Arjun 88’ | Marcatori |  |

| Arbitro: | Surojit Das |

|                                                                          |           |  |
| Guillermo Fernández 8’, 48’ Jithin MS 20’ Alaeddine Ajaraie 90+7’ (Rig.) | Marcatori |  |

| Arbitro: | Lalit Singh Rawat |

|                                                              |           |                                 |
| Mitinga Dwimary 2’ Jwngbla Brahma 54’, 71’ Sibra Narzary 62’ | Marcatori | 49’, 69’ Kishori 89’ Mohd Aasif |

| Arbitro: | I Jamal Mohamed |

|                                                                                    |           |                        |
| Jithin MS 17’, 20’ Tankadhar Bag 56’ (A.g.) Guillermo Fernández 76’ Thoi Singh 86’ | Marcatori | 64’ Paogoumang Singson |

### Gruppo F

#### Classifica
| Pos. | Squadra         | Pt | G | V | N | P | GF | GS | DR |
| ---- | --------------- | -- | - | - | - | - | -- | -- | -- |
| 1.   | Shillong Lajong | 7  | 3 | 2 | 1 | 0 | 4  | 1  | +3 |
| 2.   | FC Goa          | 7  | 3 | 2 | 1 | 0 | 7  | 5  | +2 |
| 3.   | Nepal Army      | 3  | 3 | 1 | 0 | 2 | 3  | 3  | 0  |
| 4.   | Rangdajied Utd  | 0  | 3 | 0 | 0 | 3 | 3  | 8  | -5 |

#### Risultati
| Arbitro: | Jehrul Islam |

|                       |           |  |
| Wadajied Ryngkhlem 6’ | Marcatori |  |

| Arbitro: | Ashwin |

|                                                                                                |           |                                                    |
| Leander D'Cunha 48’ Devendra Murgaokar 58’ Lalthangliana 79’ (Rig.) Vellington Fernandes 90+6’ | Marcatori | 19’ Owanijuh Pajuh 61’ Pynbha 85’ Apborlang Kurbah |

| Arbitro: | K Ramdasan |

|                                                 |           |                  |
| Lalvenkima Lalthangliana 1’ Sitroy Carvalho 50’ | Marcatori | 65’ Basant Jimba |

| Arbitro: | Ashwin |

|                                            |           |  |
| Ronney Kharbudon 22’ Kenstar Kharshong 48’ | Marcatori |  |

| Arbitro: | K Ramdasan |

|  |           |                                      |
|  | Marcatori | 21’, 57’ (Rig.) Jung Karki Gillespye |

| Arbitro: | Jehrul Islam |

|                        |           |             |
| Devendra Murgaokar 31’ | Marcatori | 27’ Rudwere |

### Seconde classificate

#### Classifica
| Pos. | Squadra     | Pt | G | V | N | P | GF | GS | DR | Gr |
| ---- | ----------- | -- | - | - | - | - | -- | -- | -- | -- |
| 1.   | Punjab FC   | 7  | 3 | 2 | 1 | 0 | 7  | 1  | +6 | C  |
| 2.   | East Bengal | 7  | 3 | 2 | 1 | 0 | 6  | 2  | +4 | A  |
| 3.   | FC Goa      | 7  | 3 | 2 | 1 | 0 | 7  | 5  | +2 | F  |
| 4.   | Jamshedpur  | 6  | 3 | 2 | 0 | 1 | 7  | 4  | +3 | D  |
| 5.   | Bodoland    | 6  | 3 | 2 | 0 | 1 | 6  | 5  | +1 | E  |
| 6.   | Mohammedan  | 4  | 3 | 1 | 1 | 1 | 4  | 4  | 0  | B  |

## Fase a eliminazione diretta

### Quarti di finale
| Arbitro: | Surojit Das |

|                                            |           |  |
| Néstor Albiach 52’ Guillermo Fernández 73’ | Marcatori |  |

| Arbitro: | K Ramdasan |

|                            |           |                        |
| Rudwere 8’ Figo Syndai 78’ | Marcatori | 84’ Nandha Kumar Sekar |

| Arbitro: | Mrutyunjay L Amatya |

|                                                      |                      |                                                             |
| Greg Stewart 44’ Manvir Singh 48’ Jason Cummings 79’ | Marcatori            | 17’ (Rig.) Luka Majcen 63’ Filip Mrzljak 71’ Ezequiel Vidal |
| Cummings Manvir Colaco Petratos Stewart Bose Aldred  | Tiri di rigore 6 – 5 | Rai Vidal Bakenga Mrzljak Novoselec Assisi Denechandra      |

| Arbitro: | Aditya Purkayastha |

|                          |           |  |
| Jorge Pereyra Díaz 90+5’ | Marcatori |  |

### Semifinali
| Arbitro: | Crystal John |

|                                                          |           |  |
| Thoi Singh 13’ Alaeddine Ajaraie 33’ Parthib Gogoi 90+3’ | Marcatori |  |

| Arbitro: | Venkatesh R |

|                                               |                      |                                               |
| Dimitri Petratos 68’ (Rig.) Anirudh Thapa 84’ | Marcatori            | 43’ (Rig.) Sunil Chhetri 50’ Vinith Venkatesh |
| Cummings Manvir Colaco Petratos Stewart       | Tiri di rigore 4 – 3 | Méndez Bheke Capó Narzary Jovanović           |

### Finale
| Arbitro: | Harish Kundu |

|                                                                   |                      |                                                                           |
| Alaeddine Ajaraie 55’ Guillermo Fernández 58’                     | Marcatori            | 11’ (Rig.) Jason Cummings 45+5’ Sahal Abdul Samad                         |
| Guillermo Fernández Míchel Zabaco Parthib Gogoi Alaeddine Ajaraie | Tiri di rigore 4 – 3 | Jason Cummings Manvir Singh Liston Colaco Dimitri Petratos Subashish Bose |

| NorthEast United | Mohun Bagan Super Giant |

|                   |    |                        |     |     |
|                   |    |                        |     |     |
| GK                | 1  | Gurmeet Singh          |     |     |
| RB                | 2  | Dinesh Singh           | 57’ | 82’ |
| CB                | 3  | Tondonba Singh         |     |     |
| CB                | 4  | Míchel Zabaco (c)      |     |     |
| LB                | 12 | Asheer Akhtar          | 86’ |     |
| RM                | 5  | Hamza Regragui         | 10’ | 46’ |
| CM                | 6  | Mohammed Ali Bemammer  | DP’ | 31’ |
| CM                | 13 | Mayakkannan Muthu      | 36’ |     |
| LM                | 19 | Thoi Singh             |     | 46’ |
| FW                | 14 | Alaeddine Ajaraie      |     |     |
| FW                | 18 | Jithin MS              |     | 72’ |
| A disposizione:   |    |                        |     |     |
| FW                |    | Guillermo Fernández    |     | 46’ |
| FW                |    | Néstor Albiach         |     | 31’ |
| FW                |    | Parthib Gogoi          |     | 72’ |
| FW                |    | Macarton Louis Nickson |     | 46’ |
| RB                |    | Robin Yadav            |     | 82’ |
| FW                |    | Redeem Tlang           |     |     |
| FW                |    | Bekey Oram             |     |     |
| MF                |    | Phalguni Singh         |     |     |
| GK                |    | Mirshad Michu          |     |     |
| MF                |    | Shighil Nambrath       |     |     |
| Allenatore        |    |                        |     |     |
| Juan Pedro Benali |    |                        |     |     |

|                       |    |                      |  |     |
|                       |    |                      |  |     |
| GK                    | 1  | Vishal Kaith         |  |     |
| DF                    | 21 | Alberto              |  | 39’ |
| DF                    | 15 | Subashish Bose (c)   |  |     |
| DF                    | 5  | Tom Aldred           |  |     |
| RM                    | 45 | Lalengmawia          |  |     |
| CM                    | 18 | Sahal Abdul Samad    |  | 46’ |
| DM                    | 17 | Liston Colaco        |  |     |
| CM                    | 11 | Manvir Singh         |  |     |
| LM                    | 6  | Anirudh Thapa        |  |     |
| FW                    | 35 | Jason Cummings       |  |     |
| FW                    | 10 | Greg Stewart         |  | 61’ |
| A disposizione:       |    |                      |  |     |
| FW                    |    | Dimitri Petratos     |  | 46’ |
| MF                    |    | Abhishek Suryavanshi |  | 61’ |
| DF                    |    | Deepak Tangri        |  |     |
| GK                    |    | Arsh Shaikh          |  |     |
| DF                    |    | Dippendu Biswas      |  |     |
| MF                    |    | Glan Martins         |  |     |
| LB                    |    | Amandeep             |  |     |
| DF                    |    | Asish Rai            |  | 39’ |
| DF                    |    | Saurabh Bhanwala     |  |     |
| FW                    |    | Suhail Bhat          |  |     |
| Allenatore:           |    |                      |  |     |
| José Francisco Molina |    |                      |  |     |

## Classifica marcatori
| Gol | Rigori |  | Giocatore                 | Squadra               |
| --- | ------ |  | ------------------------- | --------------------- |
| 6   | 0      |  | Noah Sadaoui              | Kerala Blasters       |
| 5   | 0      |  | Guillermo Fernández       | NorthEast United      |
| 4   | 0      |  | Kwame Peprah              | Kerala Blasters       |
| 4   | 0      |  | Jithin MS                 | NorthEast United      |
| 4   | 1      |  | Luka Majcen               | Punjab                |
| 4   | 1      |  | Jason Cummings            | Mohun Bagan SG        |
| 3   | 0      |  | Jorge Pereyra Díaz        | Bengaluru             |
| 3   | 1      |  | Alaeddine Ajaraie         | NorthEast United      |
| 3   | 2      |  | Sunil Chhetri             | Bengaluru             |
| 2   | 0      |  | Sanan Mohammed K          | Jamshedpur            |
| 2   | 0      |  | Ishan Pandita             | Kerala Blasters       |
| 2   | 0      |  | Darius Snorton Perwood    | Downtown Heroes       |
| 2   | 0      |  | Givson Singh              | Odisha                |
| 2   | 0      |  | Nikola Stojanović         | Inter Kashi           |
| 2   | 0      |  | Mohammed Aimen            | Kerala Blasters       |
| 2   | 0      |  | Kishori                   | Border Security Force |
| 2   | 0      |  | Jwngbla Brahma            | Bodoland              |
| 2   | 0      |  | Alan Thapa                | Army Red              |
| 2   | 0      |  | Devendra Murgaokar        | Goa                   |
| 2   | 0      |  | Rudwere                   | Shillong Lajong       |
| 2   | 0      |  | Greg Stewart              | Mohun Bagan SG        |
| 2   | 0      |  | Filip Mrzljak             | Punjab                |
| 2   | 0      |  | Vinith Venkatesh          | Bengaluru             |
| 2   | 0      |  | Anirudh Thapa             | Mohun Bagan SG        |
| 2   | 1      |  | Saúl Crespo               | East Bengal           |
| 2   | 1      |  | Mushaga Bakenga           | Punjab                |
| 2   | 1      |  | Jung Karki Gillespye      | Nepal Army            |
| 2   | 1      |  | Javier Siverio            | Jamshedpur            |
| 1   | 0      |  | Suhail Bhat               | Mohun Bagan SG        |
| 1   | 0      |  | Imran Khan                | Jamshedpur            |
| 1   | 0      |  | Ashley Alban Koli         | Mohammedan            |
| 1   | 0      |  | Naorem Somananda          | Indian Air Force      |
| 1   | 0      |  | David Lalhlansanga        | East Bengal           |
| 1   | 0      |  | Dīmītrīs Diamantakos      | East Bengal           |
| 1   | 0      |  | Ankith Padmanabhan        | NorthEast United      |
| 1   | 0      |  | Liton Shil                | Army Red              |
| 1   | 0      |  | Rahul Bheke               | Bengaluru             |
| 1   | 0      |  | Wadajied Ryngkhlem        | Shillong Lajong       |
| 1   | 0      |  | Rahul Mukhi               | Odisha                |
| 1   | 0      |  | Ashangbam Singh           | Odisha                |
| 1   | 0      |  | Roshan Panna              | Odisha                |
| 1   | 0      |  | Alberto Noguera           | Bengaluru             |
| 1   | 0      |  | Wungngayam Muirang        | Jamshedpur            |
| 1   | 0      |  | Jordan Murray             | Jamshedpur            |
| 1   | 0      |  | Vincy Barretto            | Chennaiyin            |
| 1   | 0      |  | Santosh Kumar             | CISF Protectors       |
| 1   | 0      |  | Sahil Kumar               | CISF Protectors       |
| 1   | 0      |  | Owanijuh Pajuh            | Rangdajied United     |
| 1   | 0      |  | Leander D'Cunha           | Goa                   |
| 1   | 0      |  | Pynbha                    | Rangdajied United     |
| 1   | 0      |  | Apborlang Kurbah          | Rangdajied United     |
| 1   | 0      |  | Vellington Fernandes      | Goa                   |
| 1   | 0      |  | Dilliram Sanyasi          | Bodoland              |
| 1   | 0      |  | Mardi Arjun               | Bodoland              |
| 1   | 0      |  | Aleksandar Jovanović      | Bengaluru             |
| 1   | 0      |  | Israfil Dewann            | Mohammedan            |
| 1   | 0      |  | Roy Mahitosh              | Mohammedan            |
| 1   | 0      |  | Sunil Benchamin           | Army Red              |
| 1   | 0      |  | Madih Talal               | East Bengal           |
| 1   | 0      |  | Aafreen Basharat          | Downtown Heroes       |
| 1   | 0      |  | Jesin Thonikkara          | East Bengal           |
| 1   | 0      |  | Tom Aldred                | Mohun Bagan SG        |
| 1   | 0      |  | Liston Colaco             | Mohun Bagan SG        |
| 1   | 0      |  | Lalvenkima Lalthangliana  | Goa                   |
| 1   | 0      |  | Sitroy Carvalho           | Goa                   |
| 1   | 0      |  | Basant Jimba              | Nepal Army            |
| 1   | 0      |  | Novin Gurung              | Indian Navy           |
| 1   | 0      |  | Haobam Tomba Singh        | Inter Kashi           |
| 1   | 0      |  | Ronney Kharbudon          | Shillong Lajong       |
| 1   | 0      |  | Kenstar Kharshong         | Shillong Lajong       |
| 1   | 0      |  | Naocha Singh              | Kerala Blasters       |
| 1   | 0      |  | Mohammed Azhar            | Kerala Blasters       |
| 1   | 0      |  | Jefferson Nongrud         | Assam Rifles          |
| 1   | 0      |  | Praful Kumar Y V          | Chennaiyin            |
| 1   | 0      |  | Mitinga Dwimary           | Bodoland              |
| 1   | 0      |  | Sibra Narzary             | Bodoland              |
| 1   | 0      |  | Mohd Aasif                | Border Security Force |
| 1   | 0      |  | Sujit Singh               | Mohammedan            |
| 1   | 0      |  | Rahul Ramakrishnan        | Army Red              |
| 1   | 0      |  | Bikash Thapa              | Army Red              |
| 1   | 0      |  | Paogoumang Singson        | Odisha                |
| 1   | 0      |  | Thoi Singh                | NorthEast United      |
| 1   | 0      |  | Néstor Albiach            | NorthEast United      |
| 1   | 0      |  | Nandha Kumar Sekar        | East Bengal           |
| 1   | 0      |  | Figo Syndai               | Shillong Lajong       |
| 1   | 0      |  | Manvir Singh              | Mohun Bagan SG        |
| 1   | 0      |  | Ezequiel Vidal            | Punjab                |
| 1   | 0      |  | Thoi Singh                | NorthEast United      |
| 1   | 0      |  | Parthib Gogoi             | NorthEast United      |
| 1   | 0      |  | Sahal Abdul Samad         | Mohun Bagan SG        |
| 1   | 1      |  | Vinit Rai                 | Punjab                |
| 1   | 1      |  | Édgar Méndez              | Bengaluru             |
| 1   | 1      |  | Lalthangliana             | Goa                   |
| 1   | 1      |  | Pardeep Kumar             | Army Red              |
| 1   | 1      |  | Alexander Romario Jesuraj | Chennaiyin            |
| 1   | 1      |  | Dimitri Petratos          | Mohun Bagan SG        |